# Trigonopterus tounensis
Trigonopterus tounensis – gatunek chrząszcza z rodziny ryjkowcowatych i podrodziny krytoryjków.

## Taksonomia
Gatunek ten opisany został po raz pierwszy w 2021 roku przez Radena P. Narakusumo i Alexandra Riedela na łamach „ZooKeys”. Jako miejsce typowe wskazano górę Katopasa w Mire koło Ulubongki w kabupatenie Tojo Una-Una w indonezyjskiej prowincji Celebes Środkowy. Epitet gatunkowy pochodzi od miejsca typowego, jako że Touna jest skróconą formą Tojo Una-Una.

## Morfologia
Chrząszcz o ciele długości od 2,4 do 2,6 mm, wysklepionym, w zarysie prawie jajowatym ze słabym przewężeniem między przedpleczem a pokrywami, ubarwionym czarno z rdzawymi czułkami. Ryjek samca zaopatrzony jest w listewkę środkową i parę listewek przyśrodkowych. Epistom samca ma w tyle pięć ząbków. Powierzchnia przedplecza jest gęsto i grubo punktowana, niemal siateczkowana. Pokrywy mają bezładne, drobne punktowanie i słabo zaznaczone rzędy; w ósmym rzędzie na barkach obecnych jest siedem punktów grubszych. Wszystkie odnóża mają uda pozbawione ząbków, zaopatrzone w niezmodyfikowane listewki przednio-brzuszne. Tylna para odnóży ma na udach przedwierzchołkową łatkę strydulacyjną i lekko karbowaną krawędź tylno-grzbietową. Genitalia samca mają prącie o bokach prawie równoległych i skąpo oszczecinionym szczycie z kanciastą wypustką pośrodkową. Aparat przenoszący jest skomplikowanej budowy. Przewód wytryskowy jest wyposażony w wyraźny bulbus.

## Ekologia i występowanie
Ryjkowiec ten zasiedla górskie lasy. Spotykany jest na rzędnych 1380 m n.p.m. Bytuje na listowiu roślinności.
Owad orientalny, endemiczny dla Celebesu, znany tylko z lokalizacji typowej w prowincji Celebes Środkowy.